# Dongfeng Citroën
Dongfeng Citroën est une marque automobile franco-chinoise, qui, comme Dongfeng Peugeot, commercialise les modèles de DPCA (société mixte) dont PSA et Dongfeng Motor Corporation sont actionnaires.

## Historique
Dongfeng Citroën est créée en 1992, par l'association entre le groupe Dongfeng Motors (DFM), à l'époque premier constructeur de camions en Chine et PSA Peugeot Citroën. Le premier modèle commercialisé est la Citroën ZX, rebaptisée Fukang pour l'occasion ("Fukang" veut dire santé et prospérité en chinois). Très vite, une version tricorps de ce modèle est conçue en Chine, et dévoilée en première mondiale au Salon de Pékin de 1998. Elle est nommée Fukang 998 (le 8 est porte-bonheur en Chine), et une version à empattement rallongé nommée 998 EM produite artisanalement en bord de ligne de montage.
En 1997, Citroën devient la deuxième marque étrangère la plus vendue de Chine, après Volkswagen. Elle est la troisième marque étrangère la plus vendue du pays en 1998 et 1999,, repasse deuxième en 2000, puis de nouveau troisième en 2001, avant de reculer d'année en année.
En 2001, un nouveau modèle, cette fois-ci entièrement conçu en Chine, est dévoilé : c'est l'Élysée. Elle reprend la base de la Fukang, mais sa face avant est légèrement modifiée, et son intérieur est celui de la Citroën Xsara. Elle existe elle aussi en version à empattement rallongé, baptisée "VIP". La Xsara, est importée en Chine sous le nom de "Seina" (Seine), où elle occupe une place en haut de gamme. En 2006, une version retouchée de la Peugeot 206, sous le nom de Dongfeng Citroën C2, et la C-Triomphe, version de la Citroën C4 complètent la gamme.

## Modèles
Liste chronologique des véhicules fabriqués par DPCA badgés Citroën
- Dongfeng Citroën Fukang/Fukang 998 (ZX)
- Dongfeng Citroën Élysée
- Dongfeng Citroën Xsara
- Dongfeng Citroën Sala bijiasuo (Xsara Picasso)
- Dongfeng Citroën C2 (Peugeot 206)
- Dongfeng Citroën C-Triomphe
- Dongfeng Citroën C-Quatre
- Dongfeng Citroën C5 II
- Dongfeng Citroën C3-XR
- Dongfeng Citroën C4L
- Dongfeng Citroën C4 Berline
- Dongfeng Citroën C6 II
- Dongfeng Citroën Tianyi C5 Aircross
- Dongfeng Citroën Yunyi C4 Aircross
- Dongfeng Citroën C3L
- Dongfeng Citroën Versailles C5 X

Les modèles en gras sont encore commercialisés

## Photothèque des modèles

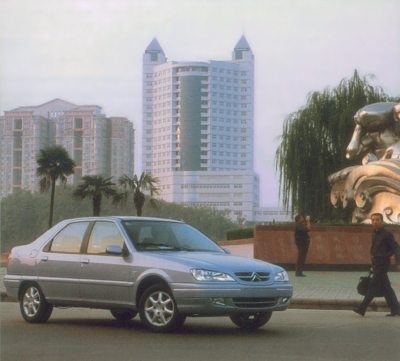
Dongfeng Citroën Élysée
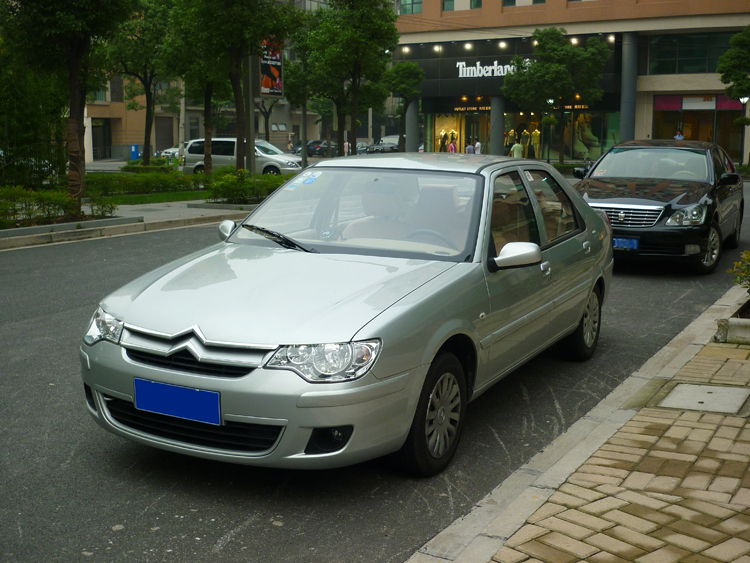
Dongfeng Citroën C-Élysée
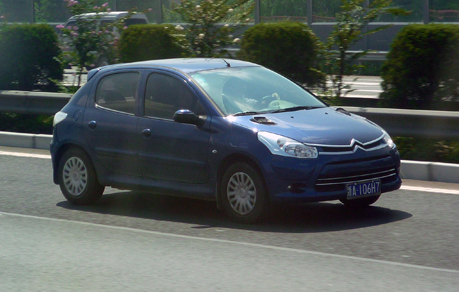
Dongfeng Citroën C2 en Chine
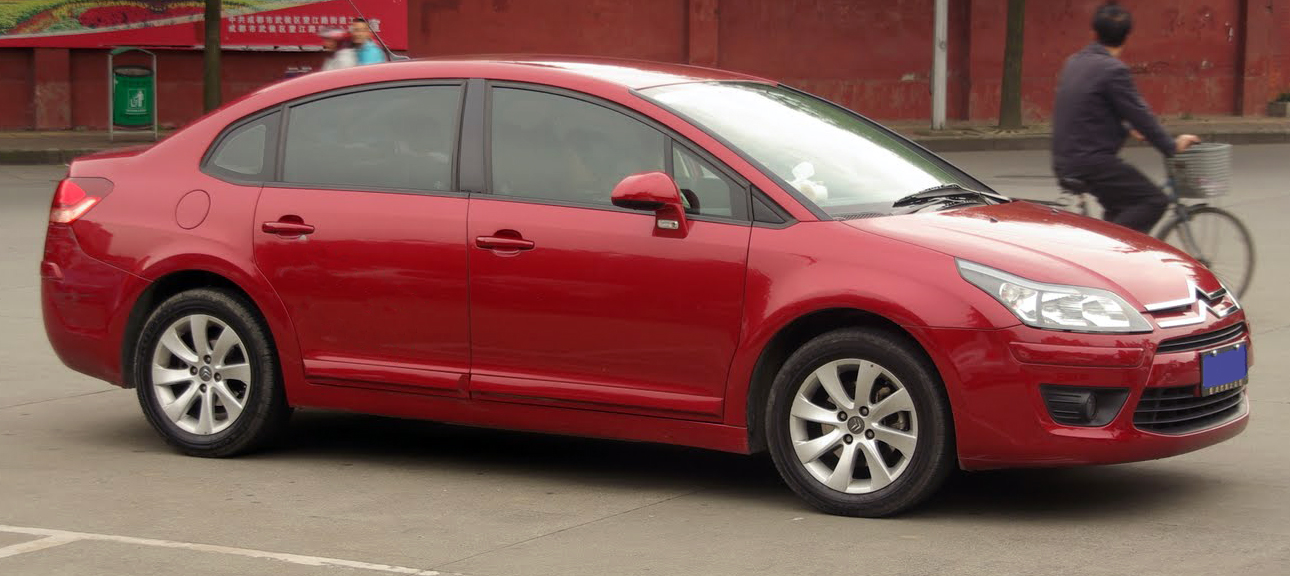
Dongfeng Citroën C-Quatre

## Ventes enChine(DPCA)
| Année  | 1996  | 1997   | 1998   | 1999   | 2000   | 2001   | 2002   | 2003    | 2004   | 2005    | 2006    | 2007    | 2008    | 2009    | 2010    |
| ------ | ----- | ------ | ------ | ------ | ------ | ------ | ------ | ------- | ------ | ------- | ------- | ------- | ------- | ------- | ------- |
| Ventes | 7 200 | 28 000 | 33 400 | 44 300 | 52 000 | 53 200 | 85 100 | 103 100 | 89 100 | 140 400 | 201 318 | 207 500 | 209 000 | 272 000 | 376 000 |